# Kloster Gunzenhausen
Das Kloster Gunzenhausen ist ein abgegangenes Benediktinerkloster im Bistum Eichstätt. Es befand sich in Gunzenhausen, heute eine Stadt in Mittelfranken.

## Geschichte
Eine Urkunde des Kaisers Ludwig des Frommen von 823 ist der einzige Hinweis, dass es in Gunzenhausen ein Benediktinerkloster gab: Der Kaiser übereignete mit dieser Urkunde das „Kloster Gunzinhusir“ an der Altmühl im Gau Sualafeld dem Abt Sindold des Reichsklosters Ellwangen; in der Folgezeit vergaben die Äbte von Ellwangen den Ort Gunzenhausen als Lehen an Adelsfamilien.